# 第76回日本選手権競輪
第76回日本選手権競輪（だい76かい にほんせんしゅけんけいりん）は、2022年5月3日から8日まで、いわき平競輪場にて開催された、競輪のGI競走である。優勝賞金は7,837万円（副賞込み）。

## 決勝戦

### 競走成績
- 5月8日（日） 16:40 第11レース[1][4][5][6][7]
- 誘導員…安部貴之（宮城）[8]

| 着  | 番 | 選手名     | 齢 | 府県   | 期別 | 班 | 着差   | 上り | 決ま り手 | S/J H/B | 個人 状況          |
| --- | -- | ---------- | -- | ------ | ---- | -- | ------ | ---- | --------- | ------- | ------------------ |
| 1   | 8  | 脇本雄太   | 33 | 福 井  | 94   | 1  |        | 11.1 | 捲り      |         |                    |
| 2   | 9  | 佐藤慎太郎 | 45 | 福 島  | 78   | S  | 1身1/2 | 11.1 | 差し      |         | 走注 押上げ / 押圧 |
| 3   | 7  | 守澤太志   | 36 | 秋 田  | 96   | S  | 1/4輪  | 11.0 |           |         | 走注 押上げ        |
| 3.5 |    |            |    |        |      |    |        |      |           |         |                    |
| 4   | 2  | 平原康多   | 39 | 埼 玉  | 87   | S  | 1/4輪  | 11.3 |           |         |                    |
| 5   | 1  | 古性優作   | 31 | 大 阪  | 100  | S  | 1身1/2 | 11.3 |           |         |                    |
| 6   | 6  | 荒井崇博   | 44 | 佐 賀  | 82   | 1  | 3/4輪  | 11.3 |           |         |                    |
| 7   | 3  | 清水裕友   | 27 | 山 口  | 105  | S  | 1身1/2 | 11.4 |           |         |                    |
| 8   | 4  | 東口善朋   | 42 | 和歌山 | 85   | 1  | 1身1/2 | 11.4 |           |         |                    |
| 9   | 5  | 眞杉匠     | 23 | 栃 木  | 113  | 1  | 大差   | 13.0 |           | JHB     |                    |

### 配当金額
- 上段：複式、下段：単式[9]

| 2枠連     | 2枠連       |             | 2車連       | 2車連        | 3連勝         | 3連勝           | ワイド                             | ワイド |
| 73,021票  | 73,021票    | 200,240票   | 200,240票   | 983,014票    | 983,014票     | 90,122票        | 90,122票                           |        |
|           |             |             |             |              |               |                 |                                    |        |
| 6=6       | 1,750円 (7) | 8=9         | 1,650円 (5) | 7=8=9        | 6,170円 (20)  | 8=9 7=8 7=9     | 500円0 (5) 1,090円 (15) 730円0 (9) |        |
| 6-6       | 1,660円 (5) | 8-9         | 2,520円 (9) | 8-9-7        | 18,320円 (56) | 8=9 7=8 7=9     | 500円0 (5) 1,090円 (15) 730円0 (9) |        |
|           |             |             |             |              |               |                 |                                    |        |
| 112,965票 | 112,965票   | 1,508,926票 | 1,508,926票 | 13,430,001票 | 13,430,001票  | 計 16,398,289票 | 計 16,398,289票                    |        |

## 特記事項
- いわき平でのGI開催は、古性優作が制覇した前年の第64回オールスター競輪以来で、日本選手権単独としては藤巻清志が優勝した1978年（当時は「平競輪場」）以来44年ぶり2回目。

- 今開催は日本選手権競輪としては3年ぶりの有観客での開催[注 1]であったが、COVID-19の影響で、いわき平本場の滞留を最大4,000名[注 2]とした上で開催された[12]。

- 今開催は賞金が大幅に拡充され、優勝賞金も前回より881万円増額され過去最高の7,837万円（副賞込み）となった[2]。

- 地上波の決勝戦中継は「坂上忍の勝たせてあげたいTV 第76回日本選手権競輪決勝戦」《日本テレビ系列全国ネット》[13][14]。なお、今回も前年同様に直前に放送されたワールドレディスチャンピオンシップ サロンパスカップの最終日生中継との兼ね合いで、16:25 - 17:20で放送された。この関係で、決勝戦の発走時間も前回同様に16:40とされた。

- シリーズ全体での目標額は130億円[15]であったが、シリーズ六日間の総売上は151億4506万8900円[16]と、目標額を大きく上回った[17]。前回より30億円近く売り上げを伸ばしただけでなく、日本選手権競輪で総売上額が150億円を超えたのは2016年の第70回大会（静岡）以来6年ぶりであった[18]。なお、各日ごとの売上額は、初日は24億2549万3600円[19]、2日目は22億6186万8200円[20]、3日目は23億2389万4100円[21]、4日目は20億6819万4100円[22]。5日目は23億9724万200円[23]、最終日は36億6837万8700円[16]。
  - 3億1402万5100円 - 本場
  - 65億2146万4400円 - 場外
  - 83億0958万0400円 - 電話・インターネット投票
  - 151億4506万8900円 - 計

### 競走データ
- 前検日の2日、指定練習中に新田祐大と浅井康太が接触しともに落車する事故が発生。新田は右肩鎖関節脱臼で全治31日と診断され出場を断念、急遽欠場となった。これにより、新田が出走予定であった一次予選特別選抜レースには松岡健介が繰り上がることとなり、同レースの想定メンバーも急遽組み替えが行われた[24][25][26]。なお、浅井は擦過傷と打撲程度の軽傷であったため、予定通り出場した。

- 今開催では、小倉竜二が日本選手権競輪連続25回出場記録を、三宅達也が同連続20回出場記録を、それぞれ達成したことで、初日の開会式でJKAより表彰式が行われ記念のメダルが贈呈された[27]。また、伏見俊昭が日本選手権競輪連続26回出場を果たし、鈴木誠、西川親幸と並び連続出場タイ記録を樹立した。

- 日本選手権競輪で優勝すれば地元でのグランドスラムとなる山崎芳仁は、2次予選7着で敗退した。

- 3日目（5月5日）第5レースにて、坂井洋が上がりタイム10秒5を出していわき平競輪場バンクレコードタイ記録を樹立した[28]。→こちらも参照。

- S級S班の9選手は全選手が出場した。決勝戦にはうち5名が勝ち上がり、このうち佐藤慎太郎には松本整が持つGI最年長優勝記録（45歳と0か月）の更新に期待がかかったが2着であった。一方で、残り4名のうち前回覇者でもある松浦悠士と宿口陽一は2次予選で敗退、吉田拓矢は準決勝で敗退、郡司浩平は準決勝で失格し途中欠場となった。また、今回GI初優出はいなかったが、荒井崇博が第64回高松宮記念杯競輪（2013年）以来9年ぶりのGI優出となった[29]。

- 優勝した脇本雄太は、第73回大会以来、自身2度目の日本選手権優勝となった。